# Pa'l Norte 2023
Pa'l Norte 2023 fue la decimoprimera edición del festival, el cual se llevó a cabo en Parque Fundidora los días 31 de marzo, 1 y 2 de abril, siendo por primera vez realizado en tres días. Contó con 9 escenarios y más de 120 artistas.

## Desarrollo
La venta de boleto tempranero comenzó el 27 de octubre de 2022, mientras que la general a partir del 28 de octubre, con un precio inicial de $3402 para el abono general.
El 1 de marzo de 2023 se confirmó la baja de la banda estadounidense Blink-182 debido a una fractura de dedo que sufrió su baterista Travis Barker, siendo reemplazados por Twenty One Pilots. Posteriormente, el mismo día se anunció la cancelación del grupo Los Amigos Invisibles por problemas de logística.

## Line up
Fue lanzado el 3 de noviembre de 2022 y tuvo la participación de: Billie Eilish, The Killers, Twenty One Pilots como headliners, además de The 1975, 5 Seconds of Summer, Café Tacvba, Carín León, Duki, Franz Ferdinand, Panteón Rococó, Sebastián Yatra, Wisin & Yandel, entre otros.
El 22 de marzo de 2023 se anunció el line up por día.

### Tecate Light
| Viernes                                                                                                  | Sábado                                                                                       | Domingo                                                                                 |
| --- | -------------------------------------------------------------------------------------------- | --------------------------------------------------------------------------------------- |
| - Billie Eilish - Franz Ferdinand - Wisin & Yandel - Steve Aoki - Inspector - Allison - Usted Señalemelo | - Twenty One Pilots - The 1975 - Sebastián Yatra - León Larregui - Bacilos - Ximena Sariñana | - The Killers - Café Tacvba - Manuel Turizo - Los Bunkers - Bandalos Chinos - Rubytates |

### Tecate Original
| Viernes | Sábado                                                                                        | Domingo                                                                         |
| --- | --------------------------------------------------------------------------------------------- | ------------------------------------------------------------------------------- |
| - Los Cafres - Carín León - 5 Seconds of Summer - Julieta Venegas - Leonardo de Lozanne - Daniela Spalla - Muerdo | - Plastilina Mosh - Panteón Rococó - Carla Morrison - Miranda! - Dayglow - Kurt - The Shelter | - Junior H - Duki - Wallows - L'Impératrice - Odisseo - Pierce the Veil - Renee |

### Fusión Telcel
| Viernes | Sábado                                                                                               | Domingo |
| --- | --- | --- |
| - Bersuit Vergarabat - Nikki Clan - Moderat - Austin TV - Virlan García - Astronomía Interior - La Santa Cecilia | - Nanpa Básico - Modest Mouse - The Guapos - José Madero - DannyLux - Airbag - Lola Club - Don Tetto | - C-Kan - Little Jesus - Grupo Frontera - Monsieur Periné - Will Joseph Cook - Los de Abajo - Nunca Jamás - Manu Becker |

### Sorpresa Viva[7]
| Viernes                     | Sábado                     | Domingo                       |
| --------------------------- | -------------------------- | ----------------------------- |
| - Ramón Ayala - Sin Bandera | - Bomba Estéreo - Banda MS | - Gloria Gaynor - Smash Mouth |

### Oasis Bacardí
| Viernes | Sábado                                                                                                 | Domingo                                                                |
| --- | --- | ---------------------------------------------------------------------- |
| - Los Muchachos: Simpson Ahuevo + Robot95 + Go Golden Junk - Trueno - Cris MJ - Dillom - Louta - Rojuu - Blnko | - Aczino - Dharius - Nach - Ryan Castro - Polimá Westcoast - Siamés - Ingratax - Princesa Alba - Seggi | - Neto Peña - Kase.O - Charles Ans - Lasso - Lefty SM - Chicocurlyhair |

### Club Social Kia
| Viernes | Sábado | Domingo |
| --- | --- | --- |
| - Sky Rompiendo - Shallou - Fred Again - Kryptogram - Cha Chá - Villano Antillano - Bonhaus - NA$H - Chusi - Pink Pleasure | - Girl Talk - Neil Frances - Pablito Pesadilla - Bresh - Charly Jordan - Funky Donkey Music Club - Mau Moctezuma - Bzars - Nenufar - Cabranes - DJ Groove | - Robin Schulz - Shouse - Westend - Hayden James - Midnight Generation - Jayrick - Rosa Pistola - Delaporte - Poniboi - Amosso |

### Acústico Hey Banco
| Viernes | Sábado                                                                                       | Domingo                                                                               |
| --- | -------------------------------------------------------------------------------------------- | ------------------------------------------------------------------------------------- |
| - Plastilina Mosh - No Te Va Gustar - Lauri García - Guitarricadelafuente - El David - Pau Laggies - Daniel Quién | - Inspector - Sabino - Silvana Estrada - Flor de Toloache - Michelle Maciel - Dstnce - Bruno | - Miranda! - Carla Morrison - Motel - Ximena Sariñana - Los Rumberos - Carlo Colossio |

### Villa Maravilla Tecate
| Viernes                                                                                       | Sábado | Domingo                                                                        |
| --------------------------------------------------------------------------------------------- | --- | ------------------------------------------------------------------------------ |
| - Honey Dijon - Bora Uzer - Malóne - Chancha Vía Circuito - Cabizbajo - Lana del Rave - Adame | - TOKiMONSTA - El Búho - Yulia Niko - Mandrake - Storken - La Bad Curly b2b Alexia Malo - The Versa - 666 | - Loco Dice - Amémé - Salomé Le Chat - Kassie - Dontia - Pahua - Nicole Thomae |

### Hot Nuts Pilo’s Bar
| Viernes                                                     | Sábado | Domingo                                                                            |
| ----------------------------------------------------------- | --- | ---------------------------------------------------------------------------------- |
| - De Parranda - Eliseo Robles - Tropical Panamá - Fara Fara | - Herederos de Nuevo León - J.L.B. y Compañía - Los Barón de Apodaca - Caballo Dorado - Conspiración - Son de Oro - Fara Fara | - Kdts de Linares - Los Traileros del Norte - Los Humildes - Costumbre - Fara Fara |